# Xã Buffalo, Quận Washington, Pennsylvania
Xã Buffalo (tiếng Anh: Buffalo Township) là một xã thuộc quận Washington, tiểu bang Pennsylvania, Hoa Kỳ. Năm 2010, dân số của xã này là 2.069 người.